# Stoelklok

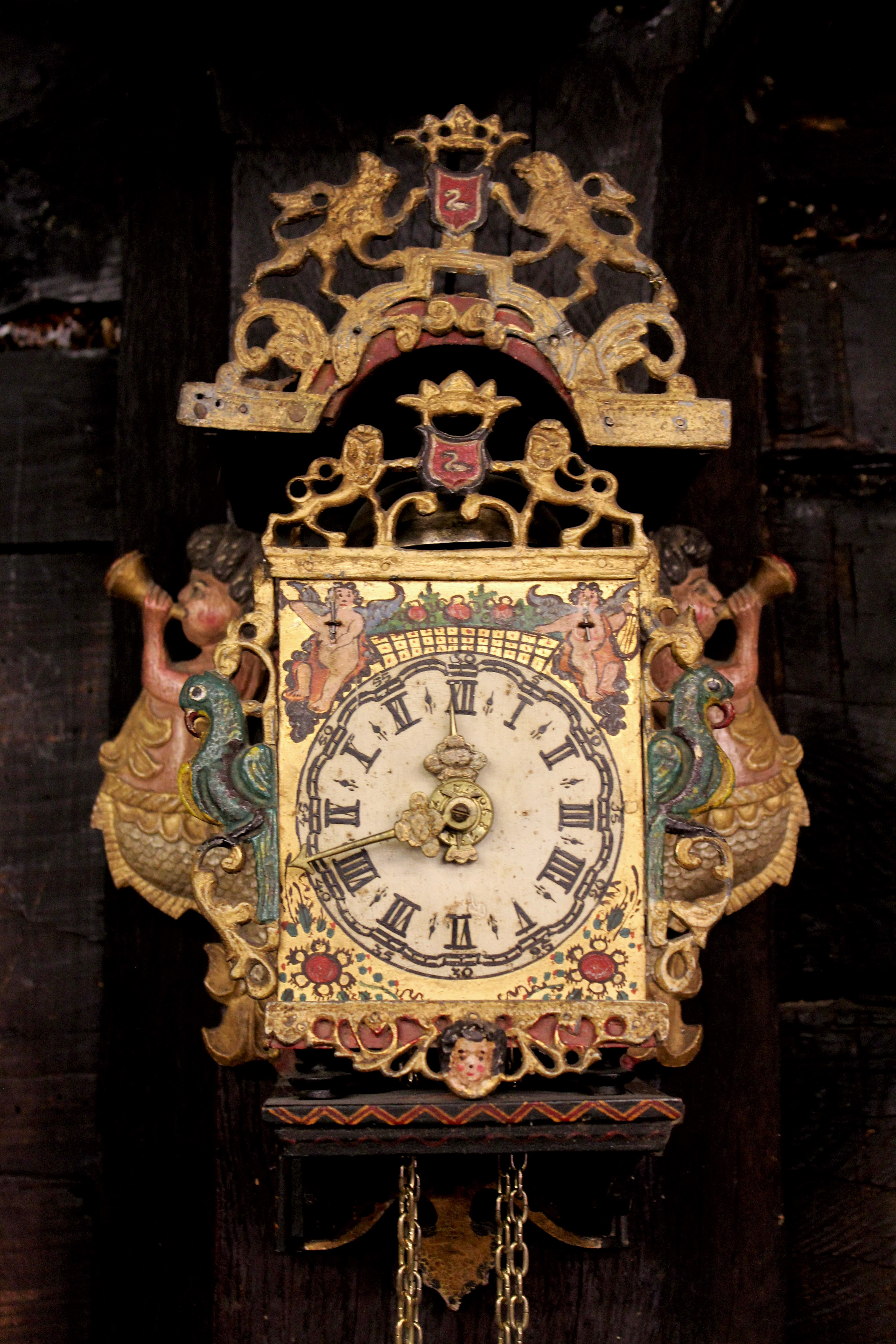
Niederländische "Stoelklok" (Stuhl-Uhr) im Heimatmuseum Veringenstadt. Aufschrift auf der Rückseite: 14. Juni 1906. Geleverd too A. Heinzelmann. Horlogen Utrecht Holland. Auf der Rückseite des Ziffernblattes steht: F. Pfaff 1917. Wahrscheinlich Friedrich Pfaff geb. 1872 in Veringenstadt.

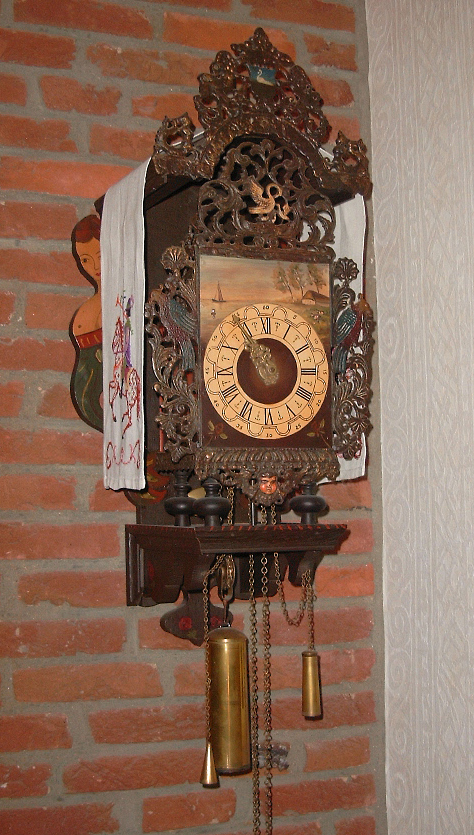
„Friese Stoelklok“

Die niederländische Stoelklok (auch Stoolklok oder Stoeltjesklok; niederländisch für: Stuhluhr) ist eine mit Gewichten angetriebene Wanduhr mit Kurzpendel, bei der das Uhrwerk mit kleinen Füßchen erhaben und frei auf einem sogenannten Stuhl, meist einer Konsole aus Holz, steht. In den Niederlanden war dieser Uhrentyp im 17. und 18. Jahrhundert sehr verbreitet. Die Stuhluhr ist eng verwandt mit der Laternenuhr.
Die kleinsten Ausführungen, nur mit einem Gehwerk und einem Weckwerk, gehören zu den ältesten Stuhluhren. 
In den Niederlanden gibt es verschiedene regionale Ausprägungen dieses Uhrentyps. 

## Friese Stoelklok
Die Friese Stoelklok wurde in ganz Friesland produziert, wobei der Ort Grouw in der Gemeinde Boornsterhem mit seinem im 18. Jahrhundert ausgeprägten Uhrmacherhandwerk als Ursprung gilt. Typisch für die Friesische Stuhluhr sind ein reich bemaltes Zifferblatt mit seitlichen, vergoldeten Verzierungen, Meerjungfrauen auf dem Wandbord und viele vergoldete Blei- oder Messingverzierungen. Einige Exemplare hatten zusätzlich zum Schlagwerk auf Glocke auch Kalender- oder Automaten-Musikwerke. Die Produktion der Stoelklok begann im 18. Jahrhundert, sie wurde aber später durch die „Friesische Staartklok“ verdrängt. Ein sehr verwandter Uhrentyp kam aus der Provinz Groningen (Groninger Stoelklok).

## Zaanse Stoelklok
Die Zaanse Stoelklok wurde ursprünglich von 1680 bis 1730 entlang der Zaan, einem Fluss in der Nähe von Amsterdam, produziert. Auf Zaanse Uhren sind kaum Malereien zu finden und das Zifferblatt war mit schwarzem Tuch, später mit Samt bedeckt. Auf der Glocke steht eine Figur des Titanen Atlas, der die Weltkugel trägt. Die Bauform der historischen Zaanse Uhren war und ist sehr beliebt und bis ins 20. Jahrhundert wurden vor allem im Schwarzwald Nachbauten in großen Mengen hergestellt und in die Niederlande exportiert. Originale Stücke sind dagegen nur noch selten zu finden.

## Schippertje
Stuhluhren wurden in den Niederlanden auch auf Binnenschiffen verwendet und dann Schippertje oder Tukkertje genannt. Durch das kurze Pendel, das bei diesen Uhren direkt mit der horizontalen Spindelhemmung verbunden ist, waren sie zwar relativ ungenau aber unempfindlich gegenüber den Schwankungen des Schiffs. Ein unterhalb der Uhr platzierter Köcher verhinderte das Schlingern des Gewichtes.